# Amano Akira
Akira Amano (天野 明, Amano Akira, nascut en 1973) és una mangaka japonesa coneguda per la sèrie de manga shōnen Reborn!.
Recents versions de Reborn! han estat publicades en revistes de manga seinen. A finals de 2003, la sèrie, en curt període en el temps, es va publicar en el Weekly Shonen Jump com una història curta. Després de l'èxit d'eixa història, la sèrie va començar serialització en la revista a mitjans del 2004. Des de llavors, el manga ha estat adaptat a l'anime, i també s'han publicat dos novel·les de butxaca i quatre videojocs.

## Treballs
- Shōnen Spin
- 『熱風野球伝説ぴっちゃん』
- Petit Petit Rabbit (ぷちぷちラビィ, Puchi Puchi Rabii) foren dos volums manga publicats en Bessatsu Young Magazine i Young Magazine per Kodansha ien 2000.
- MONKEY BUSINESS
- Bakuhatsu HAWK!!
- Reborn! és un manga que ha estat publicat en Weekly Shonen Jump des del 4 d'abril de 2004. Té una adaptació a l'anime que ha estat traduït a l'anglès per Viz Media.